# Johann Martin Steiger
Johann Martin Steiger (* 10. März 1829 in Herisau; † 20. Dezember 1899 in Bern; heimatberechtigt in Herisau) war ein Schweizer Politiker aus dem Kanton Appenzell Ausserrhoden.

## Leben
Johann Martin Steiger war ein Sohn von Hans Jakob Stricker, Brunnenmeister, und Anna Zellweger. Im Jahr 1859 heiratete er Anna Zölper, Tochter von Johann Jakob Zölper, Appreturbesitzer, Ratsherr und Gemeindeschreiber.
Trotz seinem Hang zur Malerei absolvierte er eine kaufmännische Ausbildung in Herisau. Er arbeitete zehn Jahre als Kaufmann in Belgien und in den USA. 1861 gründete er die damals grösste Stickfabrik in Herisau. 1886 ging diese in  Konkurs. Von 1863 bis 1875 amtierte er als Ratsherr. Ab 1870 bis 1875 sass er im Ausserrhoder Grossrat. Von 1875 bis 1881 hatte er das Amt des Landesseckelmeisters bzw. Regierungsrats inne. Ab 1881 bis 1882 war er Kantonsrat. 1869 war er Mitgründer und bis 1883 Vizepräsident und Kassier der Sektion Säntis des Schweizer Alpen-Clubs. Von 1876 bis 1881 stand er als erster Präsident der Kantonalbank vor. Er verfasste in den Jahren 1887 bis 1891 ein Propagandabuch über die schweizerischen Alpenstrassen im Auftrag der Postverwaltung. Von 1892 bis 1899 arbeitete er als Kohlenhändler in Bern. Er war ein begabter Landschaftsmaler.